# Scott Modell 3 3/4

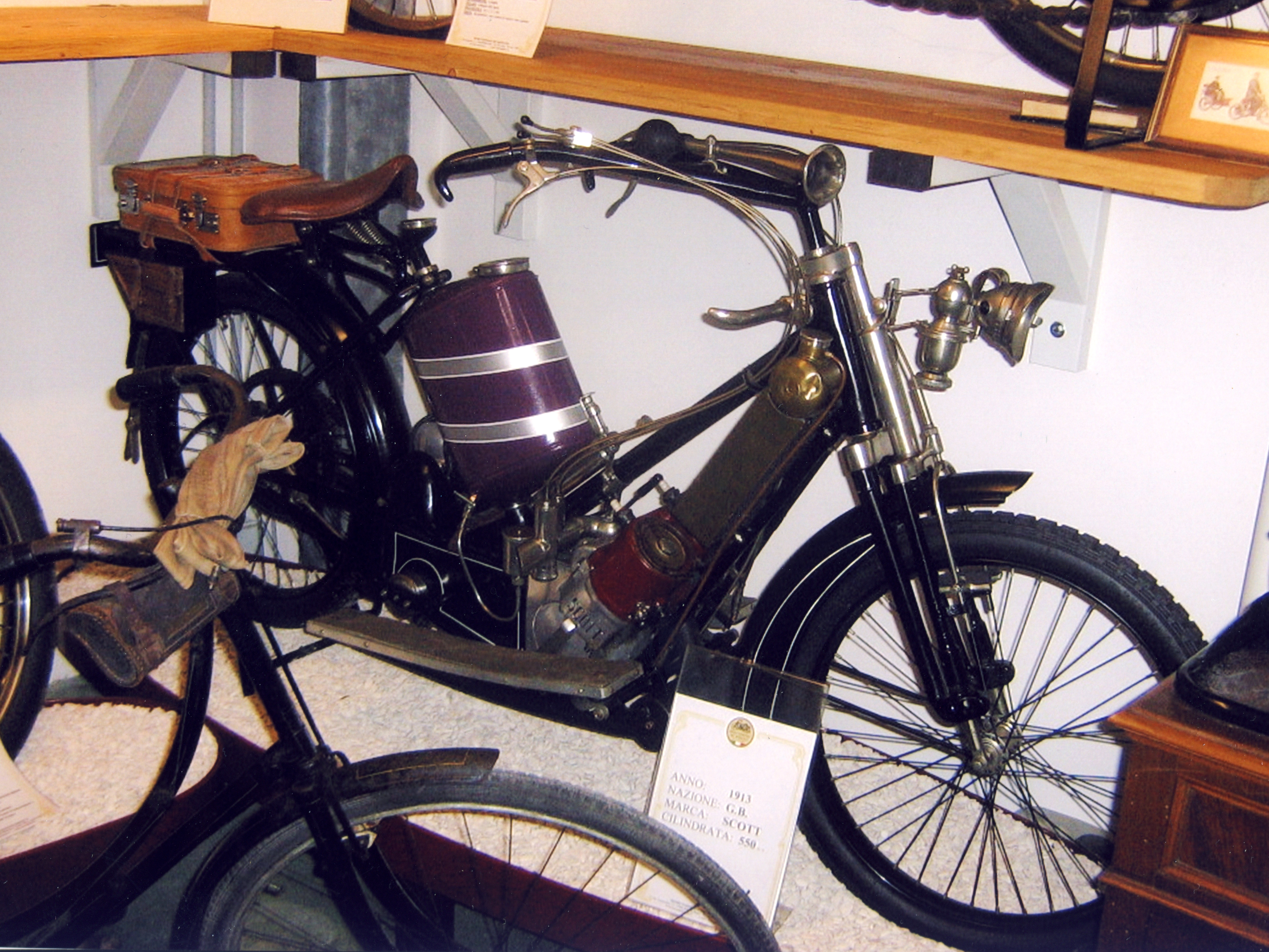
Scott 3 3/4 (1913)

Die Scott Modell 3 3/4 von 1911 war ein Rennmotorrad der englischen Scott Motor Cycle Company, das erstmals einen Zweizylinder-Zweitaktmotor als Antrieb hatte. Mit diesem innovativen Motorradmodell gewannen 1912 und 1913 die Fahrer Frank Applebee und Tim Wood die Rennen der Senior-Klasse der Isle of Man TT auf dem Snaefell Mountain Course. Dies waren die ersten Rennerfolge eines Zweitaktmotors im Motorradsport.

## Geschichte
Alfred Angas Scott entwickelte 1908 einen Paralleltwin-Zweitaktmotor, der einen Hubraum von 333 cm³ hatte. Das erste Modell hatte luftgekühlte Zylinder, jedoch einen wassergekühlten Zylinderkopf und eine zweifach gelagerte Kurbelwelle. Der Zweitaktmotor wurde durch Ölpumpen getrennt geschmiert. Die Kraft wurde erstmals über ein Zweiganggetriebe mit Fußschaltung und Kettenantrieb auf das Hinterrad übertragen; gestartet wurde mit dem von Scott erfundenen Kickstarter.
1911 entwickelte Scott einen komplett wassergekühlten Motor, mit Drehschiebersteuerung, der 1912 einen Hubraum von 532 cm³ hatte; die käufliche Straßenversion hatte eine Leistung von 12 PS bei 3000/min. Der Kühler vor dem geneigten Motor war nach dem System der Thermosiphonkühlung ausgelegt, der Benzintank wurde um das Sattelrohr verlegt. Der Rahmen bestand aus einem Verbund von geraden Rohren – eine Inspiration, die Scott von dem Motorrad Hildebrand und Wolfmüller erhalten hatte; dieser Rahmen wurde bis in die 1930er-Jahre unverändert in den Modellen Scott Super Squirrel und Scott Flying Squirrel verwandt. Die Scott-Vorderradgabel gilt als ein Vorläufer der Telegabel.
Der Tank und die Zylinder des im Wesentlichen schwarz gehaltenen Motorrads waren auffällig in Violett lackiert, der Lieblingsfarbe von Scotts Schwester Alice. Die Scott Motor Cycle Company behielt diese ungewöhnliche Farbkombination auch nach dem Tode des Firmengründers bei.